# 恩代爾·希帕爾
恩代爾·希帕爾（土耳其語：Önder Şipal，1987年5月1日—）為土耳其拳擊運動員，參賽級別為重量級。他為伊斯坦堡費內巴切拳擊俱樂部成員。
他的哥哥奧努爾·希帕爾也是拳擊運動員。